# Miroslav Brezavšček
Miroslav (Mirko) Brezavšček, slovenski dijak in narodni delavec, * 22. marec 1917, Šentjanž, Sevnica, † 21. februar 1931 Gornje Cerovo.

## Življenje in delo
Rodil se je v družini učitelja Avgusta Brezavščka v Šentjanžu pri Sevnici, kjer je bila mama med 1. svetovno vojno v begunstvu. Ljudsko šolo je oboskoval v Gornjem Cerovem (1923–1928), kjer je bil oče učitelj, ter nadaljeval na Tehničnem zavodu v Gorici (1928–1930). 
V času šolanja na Tehničnem zavodu je skupina petih dijakov ustanovila tajno organizacijo, imenovano Črni bratje. Ime je bilo povzeto po italijanski tajni organizaciji karbonarjev. Primorska je bila po priključitvi k Italiji subjekt raznorodovalnih ukrepov; Mirkov oče je bil premeščen v kraj Vignola pri Modeni. 
Pisatelj France Bevk je 1952 napisal knjigo Črni bratje (COBISS) v kateri je opisal delovanje teh dijakov. Brezavščka je Bevk v svoji knjigi upodobil v liku, imenovanem Jerku. 
Organizacija je izdelovala plakate, razširjali so slovenske zastave in lističe »Dol z Mussolinijem!«. Organizacijo je kasneje izdal njihov sošolec, vsa peterica pa je bila kmalu zaprta. Fašistične oblasti so jih zaslišale, mučile in stradale, najbolj sumljiv jim je bil Miroslav. Brezavščka so smrtno bolnega pripeljali domov, kjer je tudi umrl. Pokopan je v vasi Gornje Cerovo, njegov grob pa je spomeniško zaščiten. Osebno lastnino in tiskarsko opremo hrani Goriški muzej.